# Marchantiidae
Die Marchantiidae sind eine Unterklasse der Lebermoose und umfassen die Lebermoose mit komplex gebauten Thalli. Mit einem Umfang von rund 350 Arten sind sie die größte Unterklasse der Marchantiopsida.

## Merkmale
Die Gametophyten sind monosymmetrische Thalli. Der Aufbau des Thallus weist von oben nach unten auf: eine Epidermis mit Atemöffnungen, Atemhöhlen, Assimilations- und Speichergewebe, ventrale Bauchschuppen und Rhizoide. Diese Trennung in Grundgewebe und Assimilationsgewebe tritt bei allen Arten außer bei reduzierten Formen auf. Pro Zelle gibt es nur einen Ölkörper. Die Rhizoide sitzen an der Unterseite des Thallus und besitzen auf der Innenwand Vorsprünge und werden deshalb Zäpfchenrhizoide genannt. Die Gametangien sitzen auf dem Thallus oder befinden sich auf spezialisierten Gametangiophoren. Die Sporogone besitzen eine rundliche Kapsel und sind mit einem kurzen Fuß in den Gametophyten eingesenkt. Die Sporen besitzen eine vielgestaltige Oberfläche (Papillen, Warzen, dornige Fortsätze etc.) und sind mit 40 bis 60 Mikrometern recht groß. Darüber hinaus werden die Sporogone vielfach im Thallus oder direkt an der Erde gebildet. Diese Merkmale sprechen gegen eine Windverbreitung und für eine Verbreitung durch Tiere oder Wasser (Zoochorie bzw. Hydrochorie).

## Ökologie
Die komplexen Thalli mit ihrer Cuticula werden als xeromorphe Anpassung an Trockenstandorte gedeutet. Viele Gattungen sind Halbwüsten- und Steppenbewohner, wie Targionia, Mannia und Plagiochasma. Man spricht vom xeromarchantioiden Lebenssyndrom.
Sekundär hat diese Gruppe auch Feuchtstandorte erobert. Insofern ist das bekannte Brunnenlebermoos (Marchantia polymorpha) kein typischer Vertreter der Marchantiidae. Es gibt aber sogar amphibische (Riccia) oder schwimmende Formen (Riccia fluitans, Ricciocarpos natans).

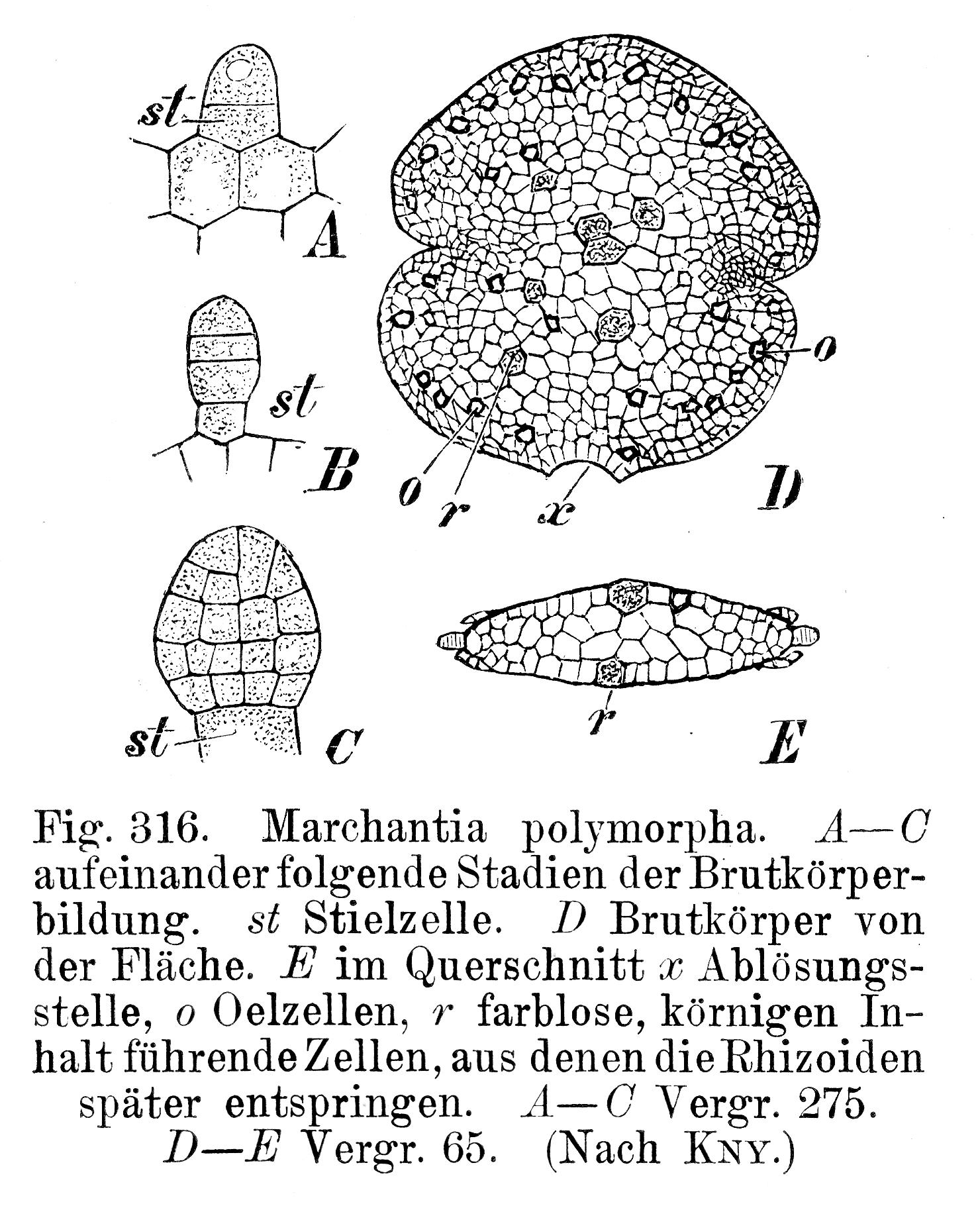
Entstehung der Brutkörper
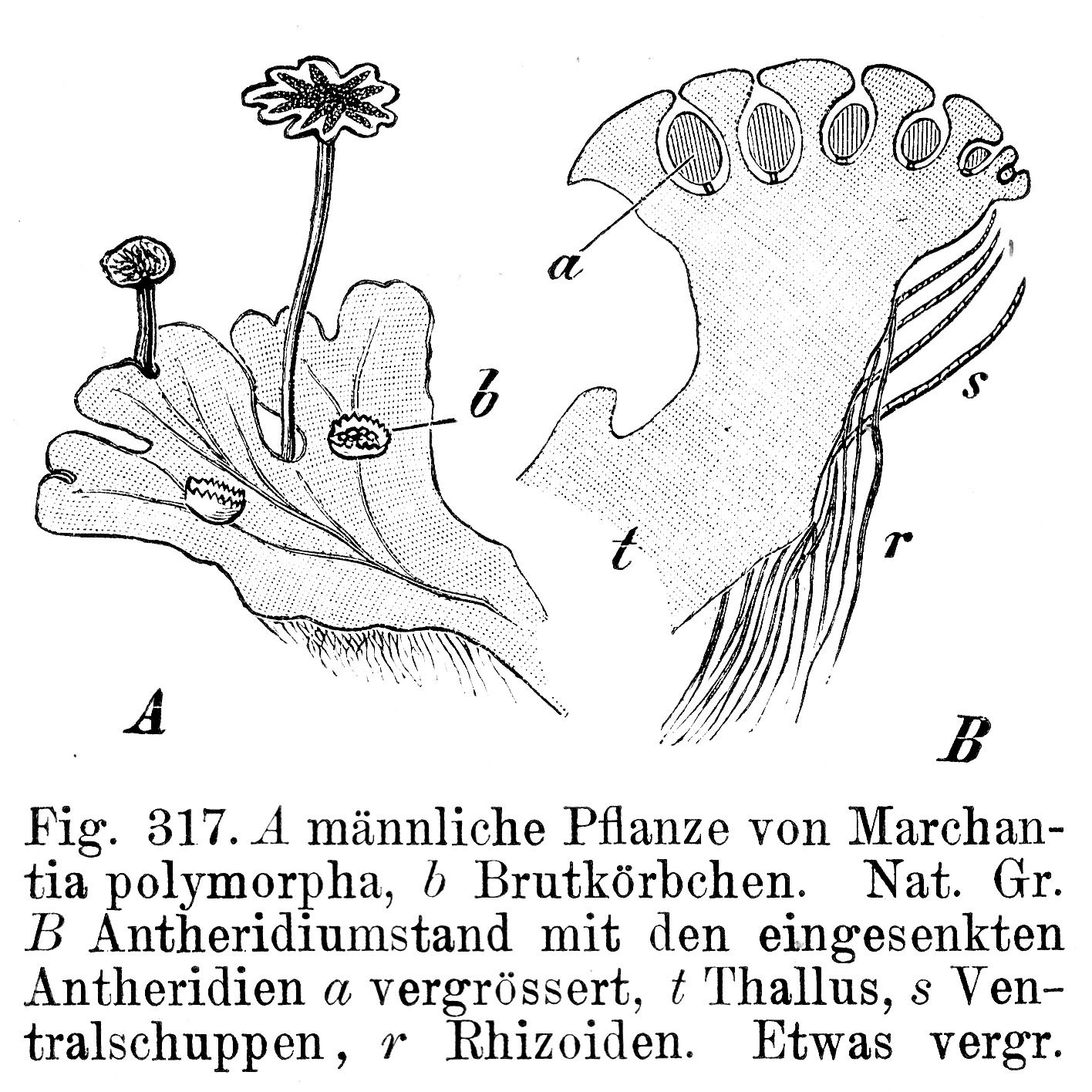
Antheridienständer
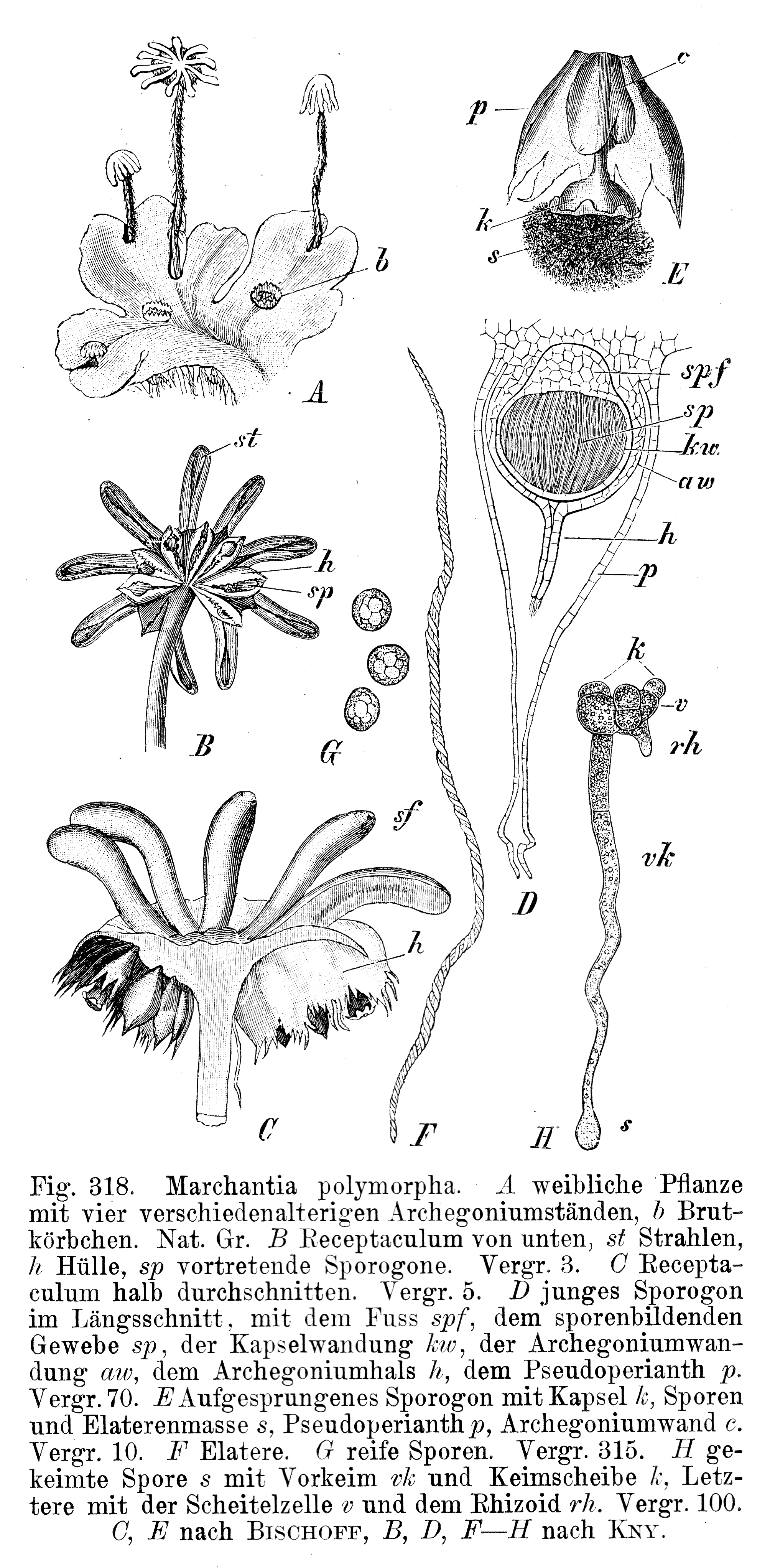
Weiblicher Gametophyt und Sporophyt
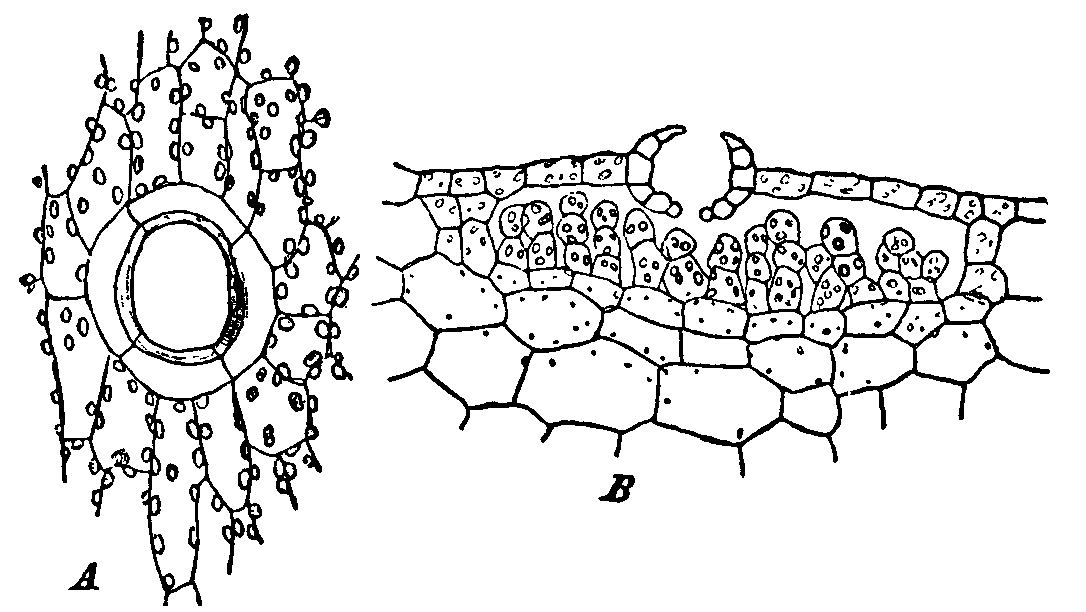
Thallus in Aufsicht und Querschnitt

## Systematik
Die Marchantiidae umfassen rund 350 Arten und werden in fünf Ordnungen unterteilt:
- Unterklasse Marchantiidae
  - Ordnung Monocleales
    -       - Familie Monocleaceae

  - Ordnung Neohodgsoniales
    -       - Familie Neohodgsoniaceae

  - Ordnung Lunulariales
    -       - Familie Lunulariaceae

  - Ordnung Marchantiales
    - Unterordnung Marchantiineae
      - Familie Aytoniaceae
      - Familie Cleveaceae
      - Familie Conocephalaceae
      - Familie Dumortieraceae
      - Familie Exormothecaceae
      - Familie Marchantiaceae
      - Familie Monosoleniaceae
      - Familie Wiesnerellaceae

    - Unterordnung Corsiniineae
      - Familie Corsiniaceae
      - Familie Cyathodiaceae

    - Unterordnung Monocarpineae
      - Familie Monocarpaceae

    - Unterordnung Targioniineae
      - Familie Targioniaceae

  - Ordnung Ricciales
    -       - Familie Oxymitraceae
      - Familie Ricciaceae